# Éléonore de Habsbourg
 (juin 2025).
Si vous disposez d'ouvrages ou d'articles de référence ou si vous connaissez des sites web de qualité traitant du thème abordé ici, merci de compléter l'article en donnant les références utiles à sa vérifiabilité et en les liant à la section « Notes et références ».
Pour les articles homonymes, voir Éléonore d'Autriche.
Éléonore de Habsbourg ou d'Autriche, née le 15 novembre 1498 à Louvain (Pays-Bas des Habsbourg) et morte le 18 février 1558 à Talavera la Real (Castille), est reine de Portugal de 1518 à 1521 et reine de France de 1530 à 1547.
Elle grandit aux Pays-Bas, avec son frère, le futur empereur Charles Quint. Bien qu'infante de Castille, sa culture est française, et sa langue maternelle est le français.
Elle épouse d'abord le roi Manuel Ier de Portugal, de trente ans son aîné. Après trois années de mariage et huit années de veuvage, elle est mariée au roi François Ier. Devenue veuve, elle reçoit en douaire le duché de Touraine de 1547 à 1558, elle vit ses dernières années aux Pays-Bas aux côtés de sa sœur Marie. Elle suit enfin son frère en Espagne après son abdication et décède un an plus tard, à l'âge de cinquante-neuf ans.

## Biographie

### Jeunesse

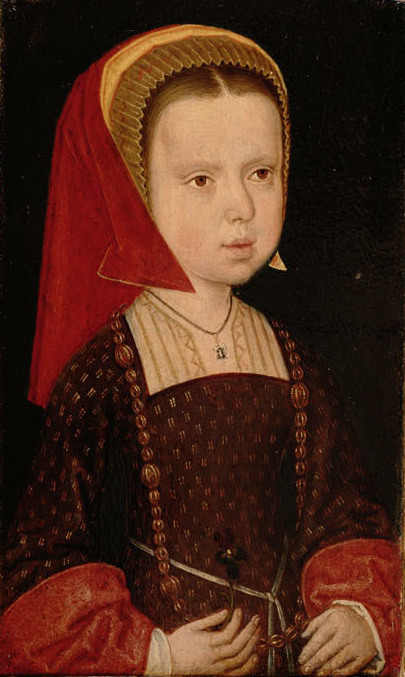
Portrait de la jeune Éléonore d'Autriche à l'âge de 4 ans, 1502, par le

Éléonore est la fille aînée de Philippe Ier le Beau, archiduc d'Autriche, et de Jeanne Ire la Folle, reine de Castille. Elle était la sœur de Charles Quint, de Ferdinand Ier, d'Élisabeth, reine de Danemark et de Suède, de Marie, reine de Hongrie et de Bohême et de Catherine, reine de Portugal.
Elle reçoit pour parrain son grand-père l'empereur Maximilien Ier et pour marraine Marguerite d'York, duchesse douairière de Bourgogne, veuve de Charles Le Téméraire qui mourra dès 1503.
Les projets de mariage à son intention étaient nombreux, afin de satisfaire la politique matrimoniale des Habsbourg, des pourparlers furent successivement entrepris pour la marier avec les rois d'Angleterre Henri VII, puis Henri VIII, les rois de France Louis XII ou François Ier et le roi de Pologne Sigismond Ier.

### Reine de Portugal
À dix-huit ans, elle souhaitait épouser Frédéric du Palatinat, mais son frère lui fait épouser le 16 juillet 1518, Emmanuel Ier de Portugal. Ce souverain richissime qui, par son règne, mérite le nom de grand est de 30 ans l'aîné d'Éléonore. Laid et infirme, il a déjà épousé en premières et secondes noces deux tantes maternelles de la jeune fille dont il est veuf. Ils eurent néanmoins deux enfants, l'infant Charles (né le 18 février 1520 qui décéda enfant) et l'infante Marie (née le 8 juin 1521, morte en 1577, qui fut une des plus riches princesses d'Europe).
Emmanuel Ier mourut quelques mois plus tard de la peste le 13 décembre 1521 à l'âge de 52 ans laissant le trône à son fils Jean III de Portugal issu de son second mariage. Éléonore est veuve et reine douairière à 23 ans.
Fidèle à la politique d'union entre les rois d'Espagne et du Portugal, Jean III de Portugal épouse en 1525 Catherine d'Autriche sa tante, sœur cadette d'Éléonore. Éléonore se fit enlever sa fille par sa sœur Catherine, nouvelle reine du Portugal, qui se chargea de son éducation.

### Reine de France
Quelque temps après le traité de Cambrai qui rétablit la paix entre l'Empire et la France, Éléonore est forcée de quitter le Portugal pour la France. En effet, un des articles du traité voulu par son frère stipule qu'elle doit épouser François Ier, veuf depuis 1524. Les noces sont célébrées dans les Landes près de Villeneuve-de-Marsan le 4 juillet 1530 et Éléonore fut couronnée reine de France à Saint-Denis le 31 mai 1531. Mais l'union reste stérile. De même, les relations entre la France et son puissant voisin ne sont pas pacifiées.
Cette nouvelle union politique fut aussi malheureuse que la précédente, car son nouvel époux lui préfère de loin Anne de Pisseleu. Rejetant alors son affection sur ses beaux-enfants, dont elle avait assuré la garde au début de leur détention comme otages de Charles Quint, après la défaite française de Pavie, œuvrant pour qu'on leur laisse des gens français et le confort dû à leur rang. Malheureusement, au fil des quatre années de détention, les petits seront de moins en moins bien traités, faute de financement, et il semble qu'Éléonore ne soit jamais parvenue à trouver grâce à leurs yeux. Fervente catholique, la nouvelle reine de France trouve également une nouvelle ennemie en sa belle-sœur, Marguerite, reine de Navarre[réf. nécessaire].
Néanmoins traitée avec respect par son mari, et bien qu'elle n'ait bénéficié d'aucun pouvoir politique, Éléonore servit quelquefois d'intermédiaire entre la France et le Saint-Empire.

### Retour en Espagne, mort et sépulture

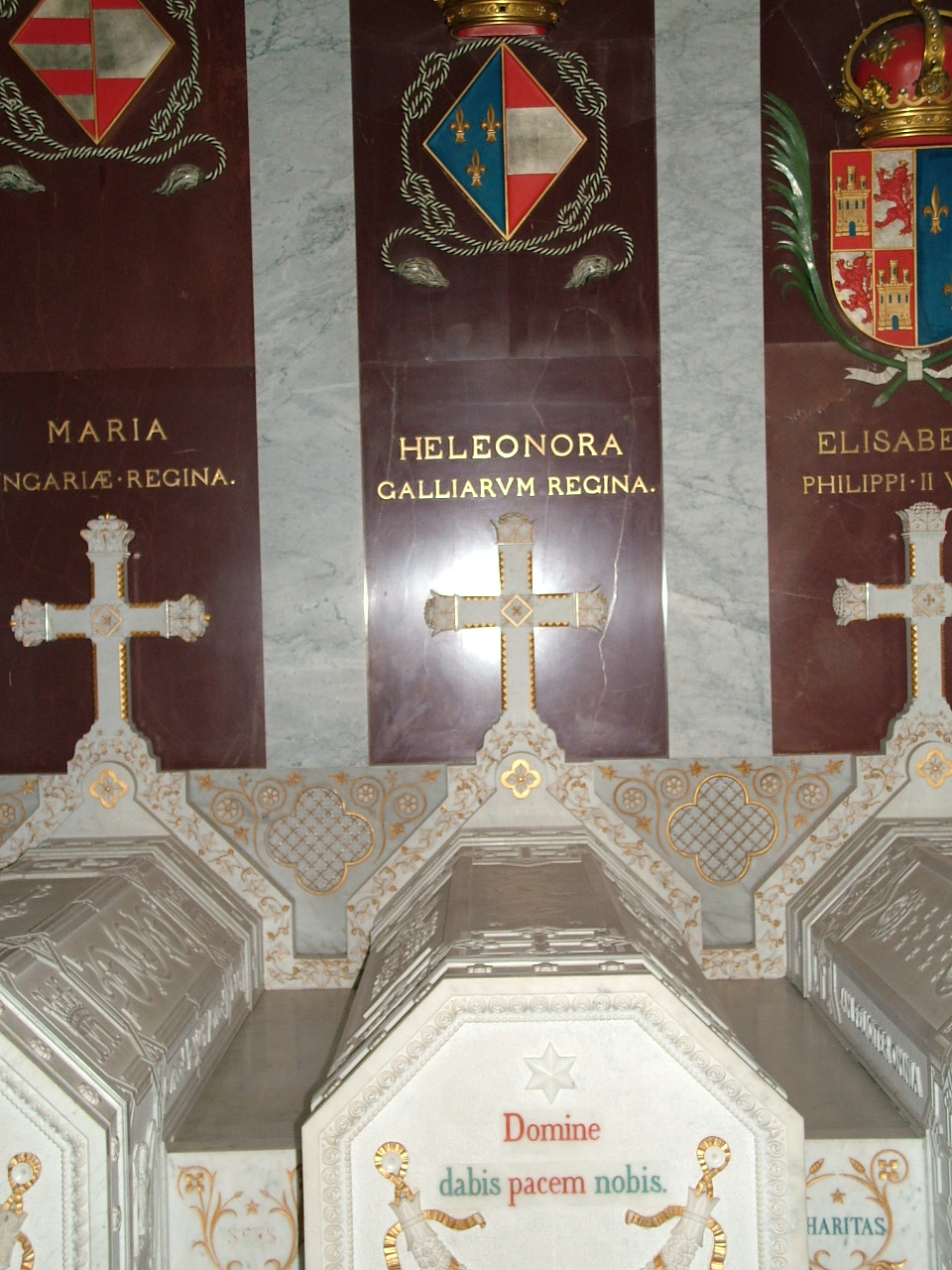
Tombeau d'Éléonore d'Autriche dans le Panthéon des Infants de l'Escurial.

À nouveau veuve le 31 mars 1547, elle doit quitter la cour, ce qu’elle fait avec dignité et sans regret. Elle se réfugie alors à Bruxelles, chez sa sœur Marie, gouvernante des Pays-Bas espagnols, puis la suit lorsque celle-ci se retire en Espagne, auprès de leur frère Charles Quint, retiré dans l'abbaye d'Yuste, en Estrémadure.
Sur son chemin, elle émet le vœu de revoir sa fille, l'infante Marie de Portugal mais celle-ci se fait prier et ne reste que quelques jours auprès de sa mère qu'elle n'a pas revue depuis près de trente ans. La déception que provoque cette rencontre est fatale à la reine.
Éléonore d'Autriche meurt à Talavera la Real, le 18 février 1558, à l'âge de 59 ans. Son frère Charles Quint la suit dans la mort en septembre 1558, suivi le 18 octobre par leur sœur, Marie de Hongrie.
D'abord inhumé dans la cathédrale de Mérida, le corps d'Éléonore est transféré en 1574, sur ordre de son neveu Philippe II d'Espagne, dans une crypte provisoire à l'Escurial alors en cours de construction, où le rejoignent les dépouilles d'autres membres de la famille des Habsbourg. En 1586, ces corps sont transférés dans la crypte de la grande basilique, enfin achevée, et y reposent encore.

### Fratrie
- Éléonore (1498-1558);

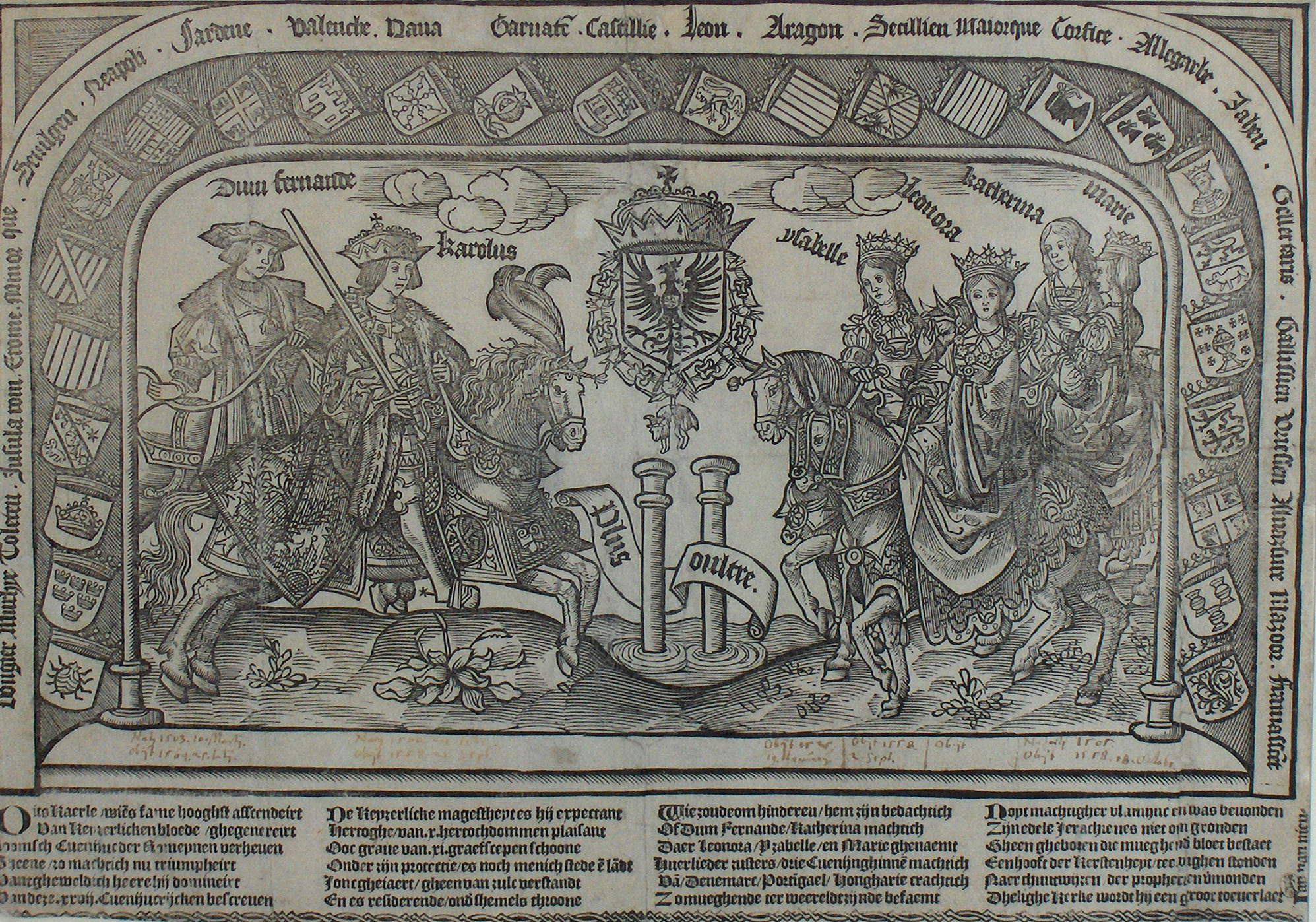
Les enfants de Philippe de Habsbourg et de Jeanne de Castille.

- Charles (1500-1558) épouse en 1526 Isabelle de Portugal (1503-1539);
- Isabelle (1501-1526) épouse en 1515 Christian II de Danemark (1481-1559);
- Ferdinand (1503-1564) épouse en 1521 Anne de Bohême et de Hongrie (1503-1547);
- Marie (1505-1558) épouse en 1521 Louis II de Hongrie (1505-1526);
- Catherine (1507-1578) épouse en 1525 Jean III de Portugal (1502–1557).

## Dans la fiction
- 2015 : Dans la série télévisée espagnole Carlos, rey emperador, son personnage est interprété par Marina Salas.
- 2022 : Dans la série télévisée américaine The Serpent Queen, elle est interprétée par Rebecca Gethings (en).
- 2022 : Dans la série télévisée française Diane de Poitiers (mini-série), son personnage est interprété par Sofya Ernst.

#### Ouvrages
- Michel Combet, Éléonore d'Autriche : seconde épouse de François Ier, Paris, Pygmalion, 2008, 337 p. (ISBN 978-2-7564-0006-8, OCLC 280846991)
- Ghislaine De Boom, Éléonore d'Autriche, reine de Portugal et de France : Une sœur méconnue de Charles-Quint, Bruxelles, C. Dessart, 1943, 237 p. (BNF 31843515) Réédition : Ghislaine De Boom, Éléonore d'Autriche : reine de Portugal et de France, Bruxelles, Le Cri Éd., 2003, 180 p. (ISBN 978-2-87106-325-4, OCLC 249146825)
- Charles Moeller, Eleonore d'Autriche et de Bourgogne, reine de France : Un épisode de l'histoire des cours au XVIe siècle, Paris, A. Fontemoing, 1895 (BNF 30955574).

#### Articles
- Michel Combet, « Éléonore d'Autriche, une reine de France oubliée », dans Maurice Hamon et Ange Rovère (dir.), Être reconnu en son temps : personnalités et notables : 134e Congrès national des sociétés historiques et scientifiques, Bordeaux, 2009, Éditions du CTHS, coll. « Actes des congrès nationaux des sociétés historiques et scientifiques (édition électronique) », 2012 (ISSN 1773-0899, lire en ligne), p. 15-25
- (en) Janet Cox-Rearick, « Power-Dressing at the Courts of Cosimo de' Medici and François I: The "moda alla spagnola" of Spanish Consorts Eléonore d'Autriche and Eleonora di Toledo », Artibus et Historiae, vol. 30, no 60,‎ 2009, p. 39-69 (JSTOR 25702881)
- Guillaume Frantzwa, « Une garantie silencieuse ? Éléonore d’Autriche, reine de la paix », dans Guillaume Frantzwa, Sylvie Le Clech, 1529 La paix des Dames. Faire la paix à la Renaissance, Direction des Archives du Ministère de l’Europe et des Affaires étrangères, 2024 (DOI https://doi-org/10.4000/135kg), p. 122-136.
- (en) Maxim Hoffman, « A secret life of Queen Eleanor of Austria: correspondence, courtiers and covert agents », French History,‎ 2024 (ISSN 0269-1191 et 1477-4542, DOI 10.1093/fh/crae020)
- Annemarie Jordan et Kathleen Wilson-Chevalier, « L’épreuve du mécénat : « Alienor d’Austriche », une reine de France effacée ? », dans Kathleen Wilson-Chevalier (dir.), Patronnes et mécènes en France à la Renaissance, Saint-Étienne, Publications de l’université de Saint-Étienne, coll. « L'École du genre », 2007 (ISBN 978-2-86272-443-0), p. 341-380 [lire en ligne (1)] - [lire en ligne (2)]
- Annemarie Jordan Gschwend, « Antoine Trouvéon, un portraitiste de Leonor d'Autriche récemment découvert », Revue de l'Art, no 159,‎ 2008, p. 11-19 (lire en ligne)
- (en) Annemarie Jordan Gschwend, « 'Ma meilleur soeur' : Leonor of Austria, Queen of Portugal and France », dans Fernando Checa (éd.), The Inventories of Charles V and the Imperial Family, vol. 3, Madrid, Fernando Villaverde Editores, 2010 (ISBN 978-2-86272-443-0), p. 2569-2592
- Robert J. Knecht, « Éléonore d'Autriche (1498-1558) », dans Cédric Michon (dir.) et al., Les conseillers de François Ier, Rennes, Presses universitaires de Rennes, 2011 (ISBN 978-2-7535-1313-6, lire en ligne), p. 401-413.
- (en) Lisa Mansfield, « The Royal Art of Conjugal Discord: A Satirical Double Portrait of Francis I and Eleanor of Austria », dans Megan Cassidy-Welch, Peter Sherlock, Practices of Gender in Late Medieval and Early Modern Europe, Turnhout, Brepols, coll. « Late Medieval and Early Modern Studies » (no 11), 2008 (ISBN 978-2-503-52336-1, DOI https://doi.org/10.1484/M.LMEMS-EB.3.753), p. 117-135.
- (en) Lisa Mansfield, « Lustrous Virtue: Eleanor of Austria’s Jewels and Gems as Composite Cultural Identity and Affective Maternal Agency », dans Erin Griffey, Sartorial Politics in Early Modern Europe: Fashioning Women, Amsterdam, Amsterdam University Press, 2019 (ISBN 9789048537242, DOI https://doi.org/10.1515/9789048537242-007), p. 93-114.
- (en) Lisa Mansfield, « Portraits of Eleanor of Austria. From Invisible to Inimitable French Queen Consort », dans Susan Broomhall, Women and Power at the French Court, 1483-1563, Amsterdam, Amsterdam University Press, 2019 (lire en ligne), p. 173-206.
- Chloé Pardanaud, « Plaider, convaincre, entrer en scène : Éléonore d’Autriche et la libération des Enfants de France, d’après sa correspondance inédite », Seizième Siècle, vol. 4, no 1,‎ 2008, p. 195-216 (lire en ligne)
- Aline Roche, « Une perle de pris : la maison de la reine Éléonore d'Autriche », sur Cour de France.fr, Paris, 1er octobre 2010.
- (en) Kathleen Wilson-Chevalier, « Art patronage and women (including Habsburg) in the orbit of King Francis I », Renaissance Studies, vol. 16, no 4,‎ 2002, p. 475-524 (lire en ligne).